# Heliconius elvira
Heliconius elvira är en fjärilsart som beskrevs av Friedrich Wilhelm Niepelt 1928. Heliconius elvira ingår i släktet Heliconius och familjen praktfjärilar. Inga underarter finns listade i Catalogue of Life.